# Ambystoma leorae
Espèce
Synonymes
- Rhyacosiredon leorae Taylor, 1943

Statut de conservation UICN

 CR B1ab(iii,v)+2ab(iii,v) : 
En danger critique
Ambystoma leorae est une espèce d'urodèles de la famille des Ambystomatidae.

## Répartition
Cette espèce est endémique de l'État de Mexico au Mexique. Elle se rencontre à Río Frío de Juárez vers 3 000 m d'altitude à proximité de la frontière de l'État de Puebla.

## Étymologie
Cette espèce est nommée en l'honneur de Leora T. Hughes, l'épouse de Dyfrig McHattie Forbes.

## Publication originale
- (en) Taylor, 1943 : Herpetological Novelties from Mexico. The University of Kansas science bulletin, vol. 29, no 8, p. 343-357 (texte intégral).